# Quillaja saponaria
Quillaja saponaria Molina, 1782 è un albero sempreverde della famiglia Quillajaceae, originario del Cile centrale.

## Descrizione
L'albero può crescere fino a 15–20 m di altezza. Ha una corteccia spessa e scura; foglie sempreverdi lisce, coriacee, lucide, ovali, lunghe 3–5 cm; fiori bianchi a forma di stella di 15 mm di diametro aggregati in densi corimbi e un frutto secco con cinque follicoli contenenti ciascuno 10-20 semi.

## Distribuzione e habitat
L'areale di questa specie è ristretto al Cile centrale. Le sue segnalazioni nelle Ande boliviane e in Perù sono ritenute dubbie e probabilmente legate ad introduzioni da parte dell'uomo. È stato introdotto come albero ornamentale in California. Gli alberi sono stati acclimatati in Spagna ma sono raramente coltivati lì.
Si trova fino ad altitudini di 2000 metri. La specie è resistente alla siccità e tollera le basse temperature fino a circa -12 °C nel suo habitat naturale. Viene spesso utilizzato per il rimboschimento su terreni aridi.

## Usi
La corteccia interna di Quillaja saponaria può essere ridotta in polvere ed impiegata come sostituto del sapone, poiché forma una schiuma con l'acqua, per la presenza di una saponina glicosidica. Viene anche applicato come coadiuvante spray agricolo. La stessa sostanza, o una sostanza molto simile, si trova nella saponaria (Saponaria officinalis) e nella salsapariglia. 
Il legno è usato in ebanisteria ed i profumi derivati dall'albero sono usati in profumi e cosmetici.
L'albero ha una lunga storia di uso medicinale con il popolo andino che lo usava come trattamento per vari problemi al petto.
È la fonte della quillaia, il cui estratto è usato come additivo alimentare e come ingrediente in prodotti farmaceutici, prodotti per la cura personale e schiuma antincendio.
Viene utilizzato come additivo nelle pellicole fotografiche e come agente schiumogeno per bevande.
Il contenuto di saponina della corteccia aiuta a stimolare la produzione di un muco più acquoso nelle vie aeree, facilitando così la rimozione del catarro attraverso la tosse.
Si ritiene che anche le saponine di questo albero abbiano proprietà adiuvanti per soluzioni vaccinali. L'adiuvante QS21 è una saponina ottenibile dall'estratto di Quillaja saponaria. Sia il vaccino per il Virus Respiratorio Sinciziale (RSV) Arexvy sia il Vaccino anti COVID-19 Novavax Nuvaxovid, sia il vaccino SHINGRIX contro l'Herpes Zoster della GlaxoSmithKline Biologicals SA utilizzano questo adiuvante.